# Niphoparmena densepuncticollis
Niphoparmena densepuncticollis là một loài bọ cánh cứng trong họ Cerambycidae.